# Lepthyphantes huberti
Lepthyphantes huberti este o specie de păianjeni din genul Lepthyphantes, familia Linyphiidae, descrisă de Wunderlich, 1980. Conform Catalogue of Life specia Lepthyphantes huberti nu are subspecii cunoscute.